# Callidiellum rufipennis
Callidiellum rufipennis is een keversoort uit de familie van de boktorren (Cerambycidae). De wetenschappelijke naam van de soort werd voor het eerst geldig gepubliceerd in 1861 door Motschulsky.
De kever is plat en wordt 6 tot 13 millimeter lang. De larven worden tot 18 millimeter lang. Mannetjes zijn blauwzwart met rode schouders, wijfjes hebben volledig rode dekschilden. Ze hebben, zoals andere boktorren, lange voelsprieten, waarbij die van het mannetje langer zijn dan zijn lijf.
De soort komt oorspronkelijk uit China en Japan, maar heeft zich intussen ook gevestigd in onder meer Noord- en Zuid-Amerika en in Italië, het Baskenland en Vlaanderen. Ze reisden mogelijk mee via hout of jonge sierplanten. In Vlaanderen werd hij voor het eerst in 2006 waargenomen. Sinds 2009 wordt ook voortplanting waargenomen. Anno 2014 komt hij voor in Antwerpen, Oost-Vlaanderen en Vlaams-Brabant. Vooral in tuinen en stedelijk gebied wordt hij waargenomen.
De kevers zijn dagdieren, die vooral actief zijn in april en mei. De larven leven in hout van cipressen (voornamelijk van de geslachten Thuya, Chamaecyparis en Cupressus) en andere naaldbomen.Hij wordt minder als een gevaarlijke soort beschouwd dan sommige andere exoten onder de boktorren, omdat hij vooral dood hout lijkt nodig te hebben, al zijn er ook waarnemingen van aangetaste planten in boomkwekerijen.